# Bloody Kisses
Bloody Kisses (с англ. — «Кровавые поцелуи») — третий студийный альбом американской готик-метал группы Type O Negative, вышедший в 1993 году. Это последний альбом, записанный в оригинальном составе — с ударником Солом Абрускато. Bloody Kisses считается прорывной работой группы, иногда его называют первым настоящим альбомом в жанре готик-метал. «Christian Woman» и «Black No.1» попали в ротацию университетских радиостанций, а продажи альбома в 2003 году оценивались в 864 тыс. копий.

## Критика
Альбом получил восторженную прессу. Критики отмечали удачные стилистические изменения по сравнению с первыми двумя альбомами: на Bloody Kisses преобладали не агрессивно исполненные песни о ненависти, а меланхоличные композиции о неразделённой любви, в которых доминировали клавишные. Стив Хьюи (Allmusic) отдельно отмечает самоиронию, с которой Type O Negative подают типичные для готик-рока темы вампиризма, секса и смерти, вместе с тем вдохнув новую жизнь в жанр. Песня «Black No.1», вышедшая синглом, сама была посвящена высмеиванию стереотипов готической субкультуры.
Джонни Келли: «До прихода в группу, я со всеми дружил. Мы с Кенни были закадычными друзьями с подросткового возраста, поэтому я всегда был в курсе событий в лагере группы. Все понимали, что Type O на многое способны, но при этом развитие всегда была с такой динамикой: один шаг вперёд, два назад. В конечном итоге мы получили возможность заниматься только своей музыкальной карьерой, получили шанс оценить собственные возможности. Тур в поддержку „Поцелуев“ продолжался 18 месяцев, мы шли к признанию медленно, постепенно. Помню, что я только пришёл в группу, и Кенни так характеризовал „Bloody Kisses“: „Мы вполне можем продать полмиллиона копий“. Я ему ответил: „Старина, наша группа никогда не завоюет золото, поэтому, даже и не думай! Этому не бывать! Уверен!“. А потом пошла постепенная раскрутка. Мы гастролировали, наши песни начали гонять по радио, и пошло-поехало, клипы закрутились по MTV, пошёл набор популярности. Потом мы записали „October Rust“, пластинку, на прорыв которой многие надеялись! Но я знал, что мы не оправдаем этих ожиданий. Я думал так: „Я буду счастлив, если мы останемся на прежнем уровне“. Но все люди в нашем окружении считали, что нас ждёт большое будущее, что мы на стартовой прямой, и запросто улетим в стратосферу. Я в это не верил, потому что считал, что такой команде как Type O это просто не грозит».
Джош Сильвер: «Я не считаю этот альбом лучшим музыкальным достижением Type O. У нас получилась хорошая, приятная для прослушивания пластинка. Это не мой любимый альбом, но это не важно. Для меня коммерческий и музыкальный успех это две разные категории. Да, я допускаю, что „Поцелую“ могут быть нашим пиком в плане коммерции, но по музыке, есть у нас записи и покруче. Для своего времени это была интересная пластинка, но мы не хотим творить по одной схеме, снова и снова. Мы искренне стремимся идти вперёд на каждом альбоме, и создавать новые грани стиля, одновременно, как группе, не изменяя себе.
У меня язык не поворачивается назвать „Bloody Kisses“ нашим самым успешным альбомом. Этот диск стал успешным, потому что все остальные записи были на него не похожи, и для своего времени это была очень оригинальная пластинка, причём одна из первых в своём жанре. Можно сказать, что мы создали этот жанр, и в этом плане, этот альбом получился реально уникальным.
Когда „Bloody Kisses“ появился на прилавках магазинов, это была какая-то совершенно новая музыка. Я считаю, что мы записали нечто очень оригинальное и интересное для того времени. Даже несмотря на то, что этот альбом не разошёлся многомиллионным тиражом, я считаю его успешным с творческой, художественной точки зрения. И для меня это важнее. Да, на вырученные с продаж деньги я явно смог бы выжить, но не более».

## Список композиций

### Оригинальная версия
1. «Machine Screw» (Intro) — 0:40
2. «Christian Woman» — 8:55
3. «Black No.1 (Little Miss Scare-All)» — 11:11
4. «Fay Wray Come Out and Play» (Interlude) — 1:04
5. «Kill All the White People» — 3:23
6. «Summer Breeze» (кавер Seals and Crofts) — 4:47
7. «Set Me on Fire» — 3:29
8. «Dark Side of the Womb» (Interlude) — 0:26
9. «We Hate Everyone» — 6:50
10. «Bloody Kisses (A Death in the Family)» — 10:52
11. «3.O.I.F.» (Interlude) — 2:06
12. «Too Late: Frozen» — 7:49
13. «Blood & Fire» — 5:30
14. «Can’t Lose You» — 6:05

### Переиздание
В переиздании был изменён порядок композиций, появился один новый трек (би-сайд сингла «Christian Woman»), были убраны две «спорные» песни («Kill Al The White People» и «We Hate Everyone»), вступление и все интерлюдии.
1. «Christian Woman» — 8:53
2. «Bloody Kisses (A Death in the Family)» — 10:56
3. «Too Late: Frozen» — 7:50
4. «Blood & Fire» — 5:32
5. «Can’t Lose You» — 6:05
6. «Summer Breeze» (кавер Seals and Crofts) — 4:49
7. «Set Me on Fire» — 3:29
8. «Suspended in Dusk» — 8:36
9. «Black No.1 (Little Miss Scare-All)» — 11:15

## Участники записи
- Питер Стил — вокал, бас-гитара
- Джош Сильвер — клавишные, бэк-вокал
- Кенни Хики — гитара, бэк-вокал
- Сол Абрускато — ударные, перкуссия